# Berroa
Berroa je priimek več oseb:   
- Ángel Berroa, dominikansko-ameriški igralec bejzbola
- Francisco Rubén Berroa y Bernedo, perujski rimskokatoliški škof